# Гольштайн-Штадіон
«Гольштайн-Штадіон» (нім. Holstein-Stadion) — футбольний стадіон  у німецькому місті Кіль. Стадіон є домашньою ареною футбольного клубу «Гольштайн Кіль».

## Історія
Стадіон відкрився в 1911 році й кілька разів перебудовувався. Арена вміщує 15 034 глядачів. Стадіон є одним із двадцяти найстаріших у Німеччині. 
Окрім ресторану, територія стадіону також включає спортивний зал і тренувальну зону за північною трибуною, яка названа Ernst-Föge-Platz на честь колишнього президента ФК «Гольштайн Кіль» (1921—1930 і 1948—1949).